# Nêlêmwa-Nixumwak jezik
Nêlêmwa-Nixumwak (fwa-goumak, koumac, kumak; ISO 639-3: nee), austronezijski jezik uže novokaledonske skupine, podskupine krajnjeg sjevera. Govori se na sjeverozapadnoj obali Nove Kaledonije u općinama Koumac (dijalekt nixumwak) i Poum (dijalekt nelemwa). 950 govornika (1996 popis).

## Vanjske poveznice
- Ethnologue (14th)
- Ethnologue (15th)